# Polinom
A matematikában a polinom (avagy többtagú algebrai egész kifejezés) egy olyan kifejezés, melyben csak számok és változók nemnegatív egész kitevőjű hatványainak szorzatai, illetve ilyenek összegei szerepelnek. Például:
p(x,y,z,u) = 5x4y6 - 3xz³+11y15u7
q(x) = 2x² + 6x + 9
r(x,y) = x³ + 3x²y + 3x²y + y³
A polinomban a számokkal szorzott hatványszorzatokat monomoknak (avagy egytagú algebrai egész kifejezésnek) nevezzük (például p-nél az 5x4y6, a -3xz³ és a 11y15u7 tagok).

## Történet

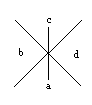
Az egyenlet ábrázolása az ókori Kínában

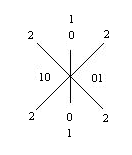
Az egyenlet ábrázolása az ókori Kínában

A polinom gyökeinek meghatározása, vagyis különféle algebrai egyenletek megoldása már régóta a matematika fontos problémái közé tartozik. A mai praktikus jelölések a 15. században kezdtek el kifejlődni, addig általában az volt a szokás, hogy egy egyenletet szavakkal írtak le vagy az ókori Kínában például a változók szerint „ábrákat” készítettek róluk.
Az egyenlőségjelet először Robert Recorde használta a 16. században, és ugyanebben az időben terjedt el a „+” jel használata az összeadásra, valamint a „−” jel használata a kivonásra. René Descartes volt az, aki elkezdte terjeszteni azt a ma is használt jelölésmódot, hogy a konstansok leírására az ábécé elejéről választunk betűket, míg a változókhoz az ábécé végéről. És ugyancsak ő volt az, aki először felső indexbe írta egy változó kitevőjét.

## Az elemi algebrában
Az elemi algebrában P(x) egyváltozós polinom, ha:
{\displaystyle P(x)=\sum _{i=0}^{n}a_{i}x^{i}=a_{0}+a_{1}x+a_{2}x^{2}+\dotsb +a_{n-1}x^{n-1}+a_{n}x^{n},\quad n\geq 0}.
Itt x a polinom változója, n a polinom foka. Vannak többváltozós polinomok is, ezekben több változó szerepel. Egy többváltozós polinom foka az a legnagyobb szám, amit az egyes tagok tényezőinek kitevőinek összeadásával kapunk. Minden kitevőnek nemnegatív egész számnak kell lennie.
A polinom tagjaiban a számot együtthatónak, az ismeretlenekből álló szorzatot monomnak vagy egytagnak nevezik.
A nulladfokú tag együtthatója konstans tag. Az elsőfokúé lineáris, a másodfokúé kvadratikus, a harmadfokúé kubikus tag.
Általában ha egy változó az első hatványon szerepel, akkor nem szokták a kitevőbe kiírni az 1-et. A 0 fokú monomokat konstans polinomoknak nevezzük.
Például az
{\displaystyle 8x^{3}-7x^{2}+36\,\!}
egy egyváltozós, harmadfokú polinom. Az x fokszáma szerint csökkenő sorrendbe írva, az első monom foka 3, a másodiké 2, a harmadiké 0. A harmadfokú tag együtthatója 8, a másodfokúé -7, a konstans tag 36.
A valós együtthatós polinomfüggvények értelmezhetők a teljes valós számegyenesen, a komplex együtthatós polinomok pedig értelmezhetők a teljes komplex számsíkon.
Nullpolinom az a polinom, aminek összes együtthatója nulla. Ennek foka mínusz végtelen. Ha a főegyüttható egy, akkor a polinom normált.
A polinom szimmetrikus, ha bárhogy cseréljük fel (permutáljuk) benne az ismeretleneket, változatlan marad.
Egy másik jellegzetes polinomfajta a homogén fokszámú polinomok, melyekben a monomok foka egyenlő. Ilyenek szerepelnek például a binomiális tételben:
{\displaystyle (a+b)^{4}=a^{4}+4a^{3}b+6a^{2}b^{2}+4ab^{3}+b^{4}\,}
Egyneműnek nevezünk két (vagy több) monomot, ha csak együtthatóikban különböznek. Polinomokat úgy adunk össze, hogy az egynemű egytagúak együtthatóit összeadjuk:
{\displaystyle {\begin{matrix}p(x,y)&=&5x^{2}y&+2xy^{2}&+6y^{3}\\q(x,y,z)&=&2x^{2}y&-7xy^{2}&+8yz^{6}\\&&&&\\(p+q)(x,y,z)&=&7x^{2}y&-5xy^{2}&+6y^{3}&+8yz^{6}\end{matrix}}}
Az n ismeretlenes polinomoknak az egyneműek összevonása után legfeljebb
{\displaystyle {\binom {n+k-1}{k}},}
k fokú monomja lehet.
Az egynemű monomok összevonása után az n-edfokú polinomnak legfeljebb
{\displaystyle {\binom {n+k}{k}}}
monomja lehet.
A szorzás úgy történik, hogy „minden tagot minden taggal beszorzunk” és a keletkező szorzatokban az azonos változók hatványait az azonos alapú hatványok szorzásának szabályával számítjuk ki. Például
{\displaystyle p(x,y)=x^{2}+xy\,}
{\displaystyle q(x,z)=3x^{3}-7z^{2}\,}
{\displaystyle (p\cdot q)(x,y,z)=x^{2}\cdot 3x^{3}+x^{2}\cdot (-7z^{2})+xy\cdot 3x^{3}+xy\cdot (-7z^{2})=\,}
{\displaystyle =3x^{5}+(-7)x^{2}z^{2}+3x^{4}y+(-7)xyz^{2}\,}
Emellett a számmal való szorzás művelete is értelmes: minden együtthatót beszorzunk az adott számmal. Például
{\displaystyle p(x,y)=5x^{2}y+2xy^{2}+6y^{3},}
{\displaystyle 3\cdot p(x,y)=3\cdot 5x^{2}y+3\cdot 2xy^{2}+3\cdot 6y^{3}=15x^{2}y+6xy^{2}+18y^{3},}
Ha {\displaystyle f,g} polinomok, akkor szorzatuk fokszáma becsülhető:
{\displaystyle \deg(f+g)\leq \max(\deg f,\deg g)}
Valós, illetve komplex polinomok esetén:
{\displaystyle \deg(f\cdot g)=\deg f+\deg g.}
A polinomok halmaza zárt a helyettesítésre, azaz ha egy ismeretlenbe mindenhová polinomot helyettesítünk, akkor újra polinomot kapunk. Ez csak akkor igaz, ha a változók számát nem korlátozzuk, mert egy helyettesítés új változókat hozhat be. De ha csak a már meglevő változókat használja, akkor a változók száma megmarad.

## Gyűrű fölötti polinomok

Nulladfokú (konstans) polinom, grafikonja az x tengellyel párhuzamos egyenes

Elsőfokú (lineáris) polinom, grafikonja ferde egyenes

Másodfokú polinom, grafikonja parabola

Polinomok tetszőleges gyűrű fölött definiálhatók, ekkor a polinom együtthatói a gyűrű elemei közül kerülnek ki. Ha R ez a gyűrű, akkor az egyváltozós, R-beli együtthatós polinomok körét R[X] jelöli. R[X] maga is gyűrűt alkot. Ha T test, akkor T[X] végtelen dimenziós vektorteret T felett. Ha T kommutatív test és a T[X] integritási tartományban p felbonthatatlan elem, akkor az T[X]/(p) maradékosztálygyűrű test. A középiskolában egész, racionális vagy valós együtthatós polinomokkal találkozhatunk. Az algebra alaptételében komplex együtthatós polinomokról van szó. Hasznosak még a kvaternió együtthatós (tehát lényegében mátrix együtthatójú), vagy a modulo m maradékosztálybeli együtthatós (véges testbeli) polinomok is. Ha polinomgyűrű fölött veszünk polinomgyűrűt, akkor többváltozós polinomgyűrűhöz jutunk.
A változókat néha határozatlanoknak nevezik. Az egyes monomokban a változók kitevőinek összege adja meg az adott monom fokát. A polinom fokának a benne lévő monomok fokának maximumát tekintjük.
Gyűrű fölötti polinomok esetén az összeg fokának becslésére csak akkor használható a fenti képlet, ha a gyűrű integritási tartomány. Tehát integritási tartomány fölött
{\displaystyle \deg(f\cdot g)=\deg f+\deg g,}
általános esetben {\displaystyle {\mathord {\leq }}} a becslés. A szorzat fokának becslése ugyanaz, mint valós fölött.
A lineáris algebrában adott n-re a legfeljebb n-edfokú adott test fölötti polinomok vektorteret alkotnak, aminek dimenziója n + 1.
A mátrixok karakterisztikus polinomját többek között a mátrixok diagonalizálásához használják.
Ha R gyűrű, akkor R[X] is gyűrű, amit polinomgyűrűnek neveznek. Ez megkapható úgy, mint R bővítése algebrailag független elemmel. A polinomokat egyértelműen lehet jellemezni együtthatóik véges sorozatával, ahol az összeadás tagonkénti összeadás, a szorzat konvolúció, és a konstanssal (gyűrűelemmel) való szorzás is tagonként kell végezni.
{\displaystyle a+b:=(a_{n}+b_{n})_{n\in \mathbb {N} _{0}}}
és
{\displaystyle a\cdot b:=\left(\sum _{i=0}^{n}a_{i}b_{n-i}\right)_{n\in \mathbb {N} _{0}}=\left(\sum _{i+j=n}a_{i}b_{j}\right)_{n\in \mathbb {N} _{0}},}
Ezzel a polinomgyűrű algebrát alkot. Habár ez a konstrukció nem használja a határozatlant, a behelyettesítés is értelmezhető műveletként. Ezzel behelyettesítési homomorfizmushoz jutunk. Ha az alapgyűrű kommutatív, egységelemes, nullosztómentes, akkor a polinomgyűrű is kommutatív, egységelemes, nullosztómentes lesz.
Különböző polinomok definiálhatják ugyanazt a polinomfüggvény, különösen ha vannak nullosztók, vagy ha a test véges. Például legyen {\displaystyle R} a {\displaystyle \mathbb {Z} /3\mathbb {Z} =\{{\bar {0}},{\bar {1}},{\bar {2}}\}} maradékosztálygyűrű, így az {\displaystyle f,g\in (\mathbb {Z} /3\mathbb {Z} )[X]}
{\displaystyle f=X(X-{\bar {1}})(X-{\bar {2}})=X^{3}-{\bar {3}}X^{2}+{\bar {2}}X=X^{3}-X} és a {\displaystyle g=0} polinomok ugyanazt a függvényt állítják elő. Végtelen integritástartomány esetén ez nem fordulhat elő.

## Polinomfüggvények

Harmadfokú polinom, grafikonja

Negyedfokú polinom, grafikonja

Ha R[X] az R gyűrű feletti polinomgyűrű és p = p(x) polinom, akkor a p által meghatározott polinomfüggvényen a
{\displaystyle p:R\longrightarrow R;\quad x\mapsto p(x)}
függvényt értjük.
Példák:
1. a komplex számok feletti q(z) = iz4 + 3iz - 5 polinom által meghatározott polinomfüggvény a
g: C {\displaystyle \rightarrow } C; z {\displaystyle \mapsto } iz4 + 3iz - 5
függvény
2. a modulo 5 maradékosztályok feletti r(x) = x4 polinom által meghatározott polinomfüggvény a
h: Z5 {\displaystyle \rightarrow } Z5; x {\displaystyle \mapsto } x4
Véges gyűrű feletti polinomfüggvény nem jelöli ki egyértelműen azt a polinomot, melyből a polinomfüggvény keletkezett. A 2. példánál h nem más, mint a
{\displaystyle h_{1}(x)=\left\{{\begin{matrix}0&{\mbox{ ha }}x=0\\1&{\mbox{ ha }}x=1,2,3,4\end{matrix}}\right.}
függvény éspedig a kis Fermat-tétel miatt. De ez ugyanaz, mint a h2(x)= x8 polinomfüggvény, amely azonban más polinom által meghatározott. S míg x4 {\displaystyle \neq } x8 (mint polinom), addig h1 = h2, mint függvény. Ez amiatt van, hogy míg polinomból végtelen sok van, addig R-ből R-be menő függvényből csak nn db, amennyiben R számossága az n véges szám.

### Helyettesítési érték, zérushely, gyök
Ha p ∈ R[X] polinom és α ∈ R, akkor azt mondjuk, hogy p helyettesítési értéke α-ban a β ∈ R elem, ha a p által meghatározott polinomfüggvény α-n a β-t veszi föl értékül. Ezt a következőképpen jelöljük:
{\displaystyle p(\alpha )=\beta \,}
Ha p osztható az (x - α) elsőfokú polinommal, azaz létezik olyan q ∈ R[X] polinom, hogy
{\displaystyle p(x)=(x-\alpha )\cdot q(x)}
akkor azt mondjuk, hogy α ∈ R elem gyöke a p polinomnak és hogy (x-α) gyöktényezője p-nek.
Az x0 ∈ R elem zérushelye a p polinomnak, ha x0-ben a p helyettesítési értéke 0.
Bézout tétele – A p ∈ R[X] polinomnak az α ∈ R elem pontosan akkor gyöke, ha zérushelye.
Test fölött nemnulla polinom gyökeinek száma legfeljebb annyi, mint a fokszáma. A komplex számok körében, vagy más algebrailag zárt test fölött ezen kívül még az is igaz, hogy egy nemkonstans polinomnak pontosan annyi gyöke van (a multiplicitással számolva) ahányadfokú a polinom. Ez az algebra alaptétele.
A (multiplicitással számolva) pontosan n gyökű n-edfokú polinomok felírhatók ún. gyöktényezős alakban:
{\displaystyle f(x)=a_{n}x^{n}+a_{n-1}x^{n-1}+\dots +a_{1}x+a_{0}=a_{n}(x-x_{1})(x-x_{2})\dots (x-x_{n})}
A jobb oldali alakban {\displaystyle a_{n}} a polinom főegyütthatójának, {\displaystyle x_{1},x_{2},\dots ,x_{n}} pedig a polinom gyökeinek felelnek meg. Végtelen gyűrű fölött teljesül a kölcsönös meghatározottság.

### Gyökök meghatározása, becslése
Egész együtthatós polinom racionális gyökeinek meghatározásában segít a Rolle-féle gyöktétel. A jelöltek az x=p/q alakú racionális számok, ahol p és q relatív prímek, és p osztója a konstans tagnak, és q osztója a főegyütthatónak. Alacsony fokú, legfeljebb negyedfokú polinomok gyökei gyökjelekkel meghatározhatók (lásd megoldóképlet). Magasabb fokú polinomok nem oldhatók meg gyökjelekkel, ez az Abel-Ruffini-tétel.
A páratlan fokú valós együtthatós polinomoknak van legalább egy valós gyökük.
Az együtthatók és a fok alapján a gyökökre valós és komplex esetben is becslést lehet adni. Valós esetben a {\displaystyle B\in \mathbb {R} _{+}} gyökkorlát, ha a polinom összes gyöke a {\displaystyle [-B,B]} intervallumban található, vagyis a gyökök abszolút értéke nem nagyobb B-nél. B felső gyökkorlát, ha a polinom minden gyöke legfeljebb B. Hasonlóan definiálható az alsó gyökkorlát is.
A korlátokat normált, azaz 1 főegyütthatójú polinomokra adják meg; azonban mivel a nullától különböző konstanssal való szorzás (nullosztómentes esetben) nem változtatja meg a gyököket, a gyökök becsléséhez végig lehet osztani a főegyütthatóval. Legyen ekkor {\displaystyle N=\left\{k\in \{0,1,\dotsc ,n-1\}\mid a_{k}<0\right\}} a negatív együtthatók halmaza. Ennek méretét a továbbiakban {\displaystyle |N|} jelöli.
- Cauchy-szabály: egy felső gyökkorlát, {\displaystyle B=\max \left\{\left.\left(|N|\cdot |a_{i}|\right)^{\frac {1}{n-i}}\right|i\in N\right\}}
- Newton-szabály: egy felső gyökkorlát, {\displaystyle B=\min\{x\in \mathbb {R} :f^{(i)}(x)\geq 0{\text{ minden }}i=0,\dotsc ,n\}}
- Lagrange és Maclaurin szabálya: egy felső gyökkorlát, {\displaystyle B=1+{\sqrt[{n-k}]{\alpha }}}, ahol {\displaystyle \alpha =\max\{|a_{m}|:a_{m}<0\}} a legnagyobb abszolút értékű negatív együttható abszolút értéke, és {\displaystyle k=\max\{m:a_{m}<0\}} a legmagasabb kitevős negatív együttható kitevője.
- Minden {\displaystyle B\in \mathbb {R} _{+}}, amire teljesül, hogy {\displaystyle B^{n}\geq \sum _{i=0}^{n-1}|a_{i}|B^{i}}, gyökkorlát, ami a komplex gyökök abszolút értékét is behatárolja. Ennek speciális esetei Gerschgorin tételei:
  - {\displaystyle B=1+\max \nolimits _{i=0,\,\dotsc ,\,n-1}|a_{i}|} és
  - {\displaystyle B=\max \left(1,\sum _{i=0}^{n-1}|a_{i}|\right)}.

Komplex gyökkorlátok esetén is a gyökök abszolútértékét határolják be. B komplex gyökkorlát, ha a polinom gyökei a nulla középpontú, B sugarú körben helyezkednek el. Egyes alkalmazásokban néhány, adott számú gyökre is értelmeznek gyökkorlátot.
Komplex gyökkorlát minden {\displaystyle B\in \mathbb {R} _{+}}, amire {\displaystyle |a_{k}|B^{k}\geq \sum _{i\in \{0,\dotsc ,n\}\setminus \{k\}}|a_{i}|B^{i}} teljesül. Ekkor a nulla körüli, B sugarú kör pontosan k gyököt tartalmaz. Az egyenlet mindig megoldható {\displaystyle k=0,n} esetén, de a közbenső számokra nem biztos. Ez Rouché tételének következménye. {\displaystyle k=n} esetén a fent már említett egyenlet adódik. A {\displaystyle k=0} eset egy gyököktől mentes körlapot ad. Ekkor {\displaystyle 1/B} a reciprok polinom gyökkorlátja. Ha f polinom, akkor reciprok polinomja {\displaystyle x^{n}f(1/x)/a_{0}}.

### Helyettesítési érték kiszámítása: a Horner-módszer
A gyökök meghatározása magasabb fok és irracionális gyökök esetén nem egyszerű; a Newton-módszerrel becsülhetők. Azt meghatározni azonban, hogy egy komplex szám gyöke-e egy adott polinomnak, létezik egy módszer, amit William George Horner angol matematikus dolgozott ki. A Horner-elrendezés arra is alkalmas, hogy segítsen a Newton-módszernek a polinom összes gyökének becslésében.
A módszer működésének megértéséhez vegyük észre, hogy a polinomok a következő alakban is felírhatók:
{\displaystyle p(x)=(\dots (a_{n}x+a_{n-1})x+\dots +a_{1})x+a_{0}}
Tehát egy {\displaystyle \,\!\alpha } komplex számról úgy tudjuk meg, hogy gyöke-e lesz-e a polinomunknak, hogy megnézzük a helyettesítési értékét az előző képlet szerint:
{\displaystyle p(\alpha )=(\dots (a_{n}\alpha +a_{n-1})\alpha +\dots +a_{1})\alpha +a_{0}}
A módszer lényeges eleme az ún. Horner-séma lesz, azaz hogy ezt a fenti egyenletet táblázatba rendezzük azért, hogy a számolást meg tudjuk gyorsítani:
|                             | {\displaystyle \,\!a_{n}} | {\displaystyle \,\!a_{n-1}}              | {\displaystyle \,\!a_{n-2}}                               | {\displaystyle \dots } | {\displaystyle \,\!a_{0}}      |
| {\displaystyle \,\!\alpha } | {\displaystyle \,\!a_{n}} | {\displaystyle \,\!\alpha a_{n}+a_{n-1}} | {\displaystyle \,\!\alpha (\alpha a_{n}+a_{n-1})+a_{n-2}} | {\displaystyle \dots } | {\displaystyle \,\!p(\alpha )} |

A fölső sorban a polinom együtthatói állnak. Az alsó sor első eleme a főegyüttható lesz, majd a következő tagokat úgy képezzük, hogy az előző tagot megszorozzuk {\displaystyle \,\!\alpha }-val majd hozzáadjuk a soron következő együtthatót. Így tehát az alsó sor elemei megfelelnek a fenti képlet egyes zárójeleinek, tehát végül {\displaystyle \,\!a_{0}} alatt {\displaystyle \,\!\alpha } helyettesítési értéke áll.
Megjegyzések:
1. A Horner-séma második sorában szereplő számok éppen az {\displaystyle \,\!x-\alpha }–val vett polinomosztás hányadosának együtthatói. Azaz ha egy gyököt megtaláltunk, szorzattá bonthatjuk a polinomunkat és az így kapott újabb polinomnak egy gyökét is próbálhatjuk megkeresni. Ezzel a módszerrel továbbhaladva eljuthatunk a polinom gyöktényezős alakjához.
2. Ha {\displaystyle \,\!\alpha } helyettesítési értékére nem 0 jön ki akkor a kapott érték lesz az osztásunk maradéka.

Például vizsgáljuk meg, hogy a következő polinomnak gyöke-e a 3:
{\displaystyle \,\!x^{3}-5x^{2}+11x-15}
A feladathoz tartozó Horner-séma:
|   | 1 | -5                            | 11                               | -15                           |
| 3 | 1 | 3{\displaystyle \cdot }1-5=-2 | 3{\displaystyle \cdot }(-2)+11=5 | 3{\displaystyle \cdot }5-15=0 |

Tehát a 3 gyöke a polinomnak és az {\displaystyle \,\!x-3} polinommal való leosztás után szintén a táblázatból leolvasva kapjuk, hogy a hányadospolinom az {\displaystyle \,\!x^{2}-2x+5} lesz.

### Gyökök és együtthatók közötti összefüggések
Legyenek a polinom együtthatói:{\displaystyle a_{n},a_{n-1},\dots a_{1},a_{0}}, a gyökei pedig: {\displaystyle x_{1},x_{2},\dots x_{n}}. Ekkor a polinom gyökei és együtthatói között a következő összefüggések állnak fenn:
{\displaystyle {\frac {a_{0}}{a_{n}}}(-1)^{n}=x_{1}x_{2}\dots x_{n}}
{\displaystyle {\frac {a_{1}}{a_{n}}}(-1)^{n-1}=(x_{1}\dots x_{n-1}+\dots +x_{2}\dots x_{n})}
{\displaystyle \dots }
{\displaystyle {\frac {a_{n-2}}{a_{n}}}(-1)^{2}=x_{1}x_{2}+x_{1}x_{3}+\dots +x_{n-1}x_{n}}
{\displaystyle {\frac {a_{n-1}}{a_{n}}}(-1)=x_{1}+x_{2}+\dots +x_{n}}
Ezeket az összefüggéseket Viète-formuláknak nevezzük. Előállításuk úgy történik, hogy {\displaystyle \,\!p(x)} gyöktényezős alakjában elvégezzük a beszorzást és összevetjük az így kapott együtthatókat az általános felírásból adódókkal.
Másodfokú polinomokra így kapjuk meg a formulákat:
{\displaystyle \,\!p(x)=a_{2}x^{2}+a_{1}x+a_{0}=a_{2}(x-x_{1})(x-x_{2})}
{\displaystyle \,\!a_{2}x^{2}+a_{1}x+a_{0}=a_{2}x^{2}-a_{2}x(x_{1}+x_{2})+a_{2}x_{1}x_{2}}
Ezekből adódik tehát hogy:
{\displaystyle \,\!a_{1}=-a_{2}(x_{1}+x_{2})} és
{\displaystyle \,\!a_{0}=a_{2}x_{1}\cdot x_{2}}

## Analízis
A polinomok egyszerűen deriválhatók és integrálhatók:
{\displaystyle P(x)=a_{0}+a_{1}x+a_{2}x^{2}+\dotsb +a_{n}x^{n}=\sum _{i=0}^{n}a_{i}x^{i}}
deriváltja
{\displaystyle {\begin{aligned}P'(x)&=a_{1}+2a_{2}x+3a_{3}x^{2}+\dotsb +na_{n}x^{n-1}\\&=\sum _{i=1}^{n}ia_{i}x^{i-1}=\sum _{i=0}^{n-1}(i+1)a_{i+1}x^{i}\,.\end{aligned}}}
egy primtív függvénye
{\displaystyle {\begin{aligned}\int P(x)\,\mathrm {d} x&=a_{0}x+{\frac {1}{2}}a_{1}x^{2}+{\frac {1}{3}}a_{2}x^{3}+\dotsb +{\frac {1}{n+1}}a_{n}x^{n+1}\\&=\sum _{i=0}^{n}{\frac {a_{i}}{i+1}}x^{i+1}=\sum _{i=1}^{n+1}{\frac {a_{i-1}}{i}}x^{i}\,.\end{aligned}}}
Ezek a műveletek sem vezetnek ki a polinomok közül.
Más függvények közelíthetők polinomokkal, például Taylor-sorral, interpolációval, Bernstein-polinomokkal.
A valós és a komplex polinomok hatványok lineáris kombinációi, ezért lassabban nőnek, mint bármely exponenciális függvény, aminek kitevője egynél nagyobb.
A páratlan fokú valós polinomok értékkészlete {\displaystyle \mathbb {R} }, azaz szürjektívek. Ha a főegyüttható pozitív, akkor {\displaystyle -\infty }-ből jönnek, majd ingadoznak egy szakaszon, utána {\displaystyle +\infty }-be mennek. Ha a főegyüttható negatív, akkor {\displaystyle +\infty }-ből jönnek, ingadoznak egy szakaszon, majd {\displaystyle -\infty }-be mennek.
A páros fokú polinomok értékkészlete pozitív főegyütthatóval {\displaystyle \left[y_{\mathrm {min} },\,\infty \right[}, és negatív főegyütthatóval {\displaystyle \left]-\infty ,\,y_{\mathrm {max} }\right]}. Menetük: pozitív főegyütthatóval {\displaystyle +\infty }-ből érkeznek, ingadoznak egy szakaszon, majd {\displaystyle +\infty }-be mennek. Negatív főegyütthatóval {\displaystyle -\infty }--ből jönnek, ingadoznak egy szakaszon, majd {\displaystyle -\infty }-be mennek.
A polinomok végtelen sorok formájában függvények közelítésénél is használatosak. Ekkor a függvényeket Taylor-sorba fejtve kapunk hozzájuk határértékben tartó hatványsorokat. Ha ezeknek a végtelen soroknak csak véges alakjait tekintjük, akkor beszélünk Taylor-polinomokról.
Két a racionális számok teste feletti polinom hányadosát racionális függvénynek vagy racionális törtfüggvénynek hívjuk. Ezeknek az integrálása az integrálszámítás egyik alapváltozata. A művelet elvégzéséhez a parciális törtekre bontás módszerét szükséges alkalmazni.

## Interpoláció
Az interpoláció módszerének segítségével {\displaystyle \,\!n} különböző komplex számpárra, vagyis {\displaystyle n} pontra a komplex számsíkon egyértelműen illeszthető (n–1)-edfokú polinom, amely áthalad a megadott pontokon.

### Bizonyítás
Legyenek az adott pontpárok a következők: {\displaystyle (x_{1},y_{1}),(x_{2},y_{2}),\dots (x_{n},y_{n})}. Először az egyértelműséget igazoljuk. Ha {\displaystyle \,\!p(x)} és {\displaystyle \,\!q(x)} két a feltételeknek eleget tevő polinom, akkor {\displaystyle \,\!p(x)-q(x)} egy olyan legfeljebb ({\displaystyle \,\!n-1})-ed fokú polinom, amelynek {\displaystyle x_{1},x_{2},\dots ,x_{n}} gyöke. Az algebra alaptétele szerint ez csak akkor lehetséges, ha {\displaystyle p(x)-q(x)\equiv 0}, vagyis {\displaystyle \,\!p(x)=q(x)}.
Most konstruáljunk meg egy ilyen polinomot Lagrange módszerével. Ehhez konstruáljuk meg az ún. Lagrange-féle alappolinomokat:
{\displaystyle l_{i}(z)={\frac {(z-x_{1})\dots (z-x_{i-1})(z-x_{i+1})\dots (z-x_{n})}{(x_{i}-x_{1})\dots (x_{i}-x_{i-1})(x_{i}-x_{i+1})\dots (x_{i}-x_{n})}}=\prod _{j=1}^{n}{\frac {(z-x_{j})}{(x_{i}-x_{j})}}}
Ezekre {\displaystyle \,\!l_{i}(x_{i})=1} és {\displaystyle \,\!l_{i}(x_{j})=0}, ha {\displaystyle i\neq j}.
Tehát a {\displaystyle p(z)=\sum _{i=1}^{n}y_{i}l_{i}(z)} polinom teljesíti a feltételeket.

### Példa
Legyenek a pontok a következők: (-1;1), (0;2), (1;4); ekkor ezek lesznek a Lagrange-féle alappolinomok:
{\displaystyle l_{1}(x)={\frac {(x-0)(x-1)}{(-1-0)(-1-1)}}={\frac {1}{2}}(x^{2}-x)}
{\displaystyle l_{2}(x)={\frac {(x+1)(x-1)}{(0+1)(0-1)}}=-1(x^{2}-1)}
{\displaystyle l_{3}(x)={\frac {(x+1)(x-0)}{(1+1)(1-0)}}={\frac {1}{2}}(x^{2}+x)}
Ekkor a feltételeket kielégítő polinom ez lesz:
{\displaystyle p(x)=1\cdot \left({\frac {1}{2}}(x^{2}-x)\right)+2\cdot (-1(x^{2}-1))+4\cdot \left({\frac {1}{2}}(x^{2}+x)\right)={\frac {1}{2}}x^{2}+{\frac {3}{2}}x+2}

## Általánosítások
A hatványsorok alakja:
{\displaystyle f=\sum _{i=0}^{\infty }a_{i}X^{i}}
Ha nem foglalkozunk a konvergenciával, akkor a hatványsor formális, ami nem mindig állít elő függvényt. Ha egy bizonyos tartományon (nemcsak egy pontban) konvergens, és előállítja a függvényt, akkor egy analitikus függvényhez jutunk, amit újra vizsgálni lehet.
A Laurent-sorok alakja:
{\displaystyle f=\sum _{i=-N}^{\infty }a_{i}X^{i}.}

A Laurent-sorok a hatványsorokhoz hasonlóan vizsgálhatók.
Ha az összeg véges, de a monomokban tetszőleges valós hatványkitevőket megengedünk, akkor poszinomiális függvényekhez jutunk.

## Fordítás
Ez a szócikk részben vagy egészben  a   Polynom című német Wikipédia-szócikk fordításán alapul.  Az eredeti cikk szerkesztőit annak laptörténete sorolja fel. Ez a jelzés csupán a megfogalmazás eredetét és a szerzői jogokat jelzi, nem szolgál a cikkben szereplő információk forrásmegjelöléseként.